# Annexion du Texas

La république du Texas (en jaune) de 1836 à 1845 et ses revendications territoriales (en vert), ces dernières seront provisoirement intégrées au Texas, lors du traité de Guadalupe Hidalgo jusqu'au Compromis de 1850.

L'annexion du Texas, qui a eu lieu en 1845, était une annexion par commun accord de la république du Texas par les États-Unis, faisant d'elle le 28e État à entrer dans l'Union. Ceci fut l'un des facteurs de déclenchement de la guerre américano-mexicaine car le Mexique n'avait jamais accepté l'indépendance de cet État, malgré la révolution texane (voir les traités de Velasco). La victoire américaine a scellé l'annexion, puis avec le compromis de 1850, des territoires du nord-ouest revendiqués par le Texas sont devenus d'autres territoires des États-Unis ; ils composent aujourd'hui une partie des États actuels du Colorado, du Kansas, du Nouveau-Mexique, de l'Oklahoma et du Wyoming.

## Origines
Dans les années 1820, des colons américains (Old Three Hundred) venus des États-Unis ont obtenu l'autorisation d'acheter des terres au Texas, alors territoire du Mexique, car le gouvernement avait bien du mal à peupler ses terres du nord et il espérait que la présence de ces nouveaux colons protégerait ce territoire d'attaques de Comanches. Très vite, les anglophones sont devenus majoritaires dans la région appelée communément le Texas mexicain. Ces populations ont rapidement exprimé leur mécontentement envers les lois que leur imposait le gouvernement mexicain, comme l'abolition de l'esclavage. Ainsi, ils proclamèrent leur indépendance, ce qui déclencha une guerre. Les Texans vainqueurs en 1836 créèrent la République du Texas, qui ne fut jamais reconnue par le Mexique.

## L'annexion
Après deux tentatives d'annexions ratées à cause d'un refus du Sénat américain qui craignait une guerre avec le Mexique, l'élection du président James Knox Polk en 1844 et la prise en compte de l'opinion publique, largement favorable à l'annexion, ont entamé le processus d'annexion. Les États-Unis ont alors proposé l'annexion sous certaines conditions, acceptées en juillet 1845 par le Texas. Le Texas est officiellement devenu un État américain le 29 décembre 1845.